# Beçàs
Bessas és un municipi francès situat al departament de l'Ardecha i a la regió d'Alvèrnia-Roine-Alps. L'any 2007 tenia 213 habitants.

## Demografia

### Població
El 2007 la població de fet de Bessas era de 213 persones. Hi havia 95 famílies de les quals 29 eren unipersonals (21 homes vivint sols i 8 dones vivint soles), 29 parelles sense fills, 33 parelles amb fills i 4 famílies monoparentals amb fills.
La població ha evolucionat segons el següent gràfic:
Habitants censats

### Habitatges
El 2007 hi havia 174 habitatges, 95 eren l'habitatge principal de la família, 77 eren segones residències i 2 estaven desocupats. 155 eren cases i 18 eren apartaments. Dels 95 habitatges principals, 64 estaven ocupats pels seus propietaris, 23 estaven llogats i ocupats pels llogaters i 8 estaven cedits a títol gratuït; 3 tenien una cambra, 6 en tenien dues, 25 en tenien tres, 29 en tenien quatre i 32 en tenien cinc o més. 66 habitatges disposaven pel capbaix d'una plaça de pàrquing. A 44 habitatges hi havia un automòbil i a 42 n'hi havia dos o més.

### Piràmide de població
La piràmide de població per edats i sexe el 2009 era:
| Homes | Edats   | Dones |
| ----- | ------- | ----- |
| 0     | 95 o +  | 0     |
| 0     | 90 a 94 | 0     |
| 0     | 85 a 89 | 4     |
| 0     | 80 a 84 | 12    |
| 16    | 75 a 79 | 4     |
| 4     | 70 a 74 | 8     |
| 4     | 65 a 69 | 4     |
| 4     | 60 a 64 | 0     |
| 0     | 55 a 59 | 8     |
| 4     | 50 a 54 | 4     |
| 4     | 45 a 49 | 4     |
| 16    | 40 a 44 | 8     |
| 4     | 35 a 39 | 4     |
| 4     | 30 a 34 | 0     |
| 4     | 25 a 29 | 4     |
| 8     | 20 a 24 | 8     |
| 8     | 15 a 19 | 12    |
| 0     | 10 a 14 | 0     |
| 4     | 5 a 9   | 4     |
| 0     | 0 a 4   | 8     |

## Economia
El 2007 la població en edat de treballar era de 137 persones, 92 eren actives i 45 eren inactives. De les 92 persones actives 78 estaven ocupades (39 homes i 39 dones) i 14 estaven aturades (9 homes i 5 dones). De les 45 persones inactives 27 estaven jubilades, 4 estaven estudiant i 14 estaven classificades com a «altres inactius».

### Ingressos
El 2009 a Bessas hi havia 81 unitats fiscals que integraven 181,5 persones, la mediana anual d'ingressos fiscals per persona era de 11.662 €.

### Activitats econòmiques
Dels 9 establiments que hi havia el 2007, 4 eren d'empreses de construcció, 3 d'empreses d'hostatgeria i restauració, 1 d'una empresa immobiliària i 1 d'una empresa de serveis.
Dels 4 establiments de servei als particulars que hi havia el 2009, 2 eren paletes, 1 lampisteria i 1 electricista.
L'any 2000 a Bessas hi havia 24 explotacions agrícoles que ocupaven un total de 585 hectàrees.

## Poblacions més properes
El següent diagrama mostra les poblacions més properes.